# Károly Andrássy
Conte Károly Andrássy de Csíkszentkirály et Krasznahorka (Rožňava, 29 febbraio 1792 – Bruxelles, 22 agosto 1845) è stato un politico ungherese.

## Biografia
Era il figlio del conte József Andrássy, un ufficiale militare, e di sua moglie, la contessa Walburga Csáky de Körösszeg et Adorján.
Fu emissario per il comitato di Gömör-Kishont nelle diete del 1839 e del 1844.

## Matrimonio
Nel 1809 sposò la contessa Etelka Szapáry. Ebbero quattro figli:
- Kornélia (1820-1836)
- Manó (1821-1891)
- Gyula (1823-1890)
- Aladár (1827-1903)